# 熊河 (科罗拉多州)

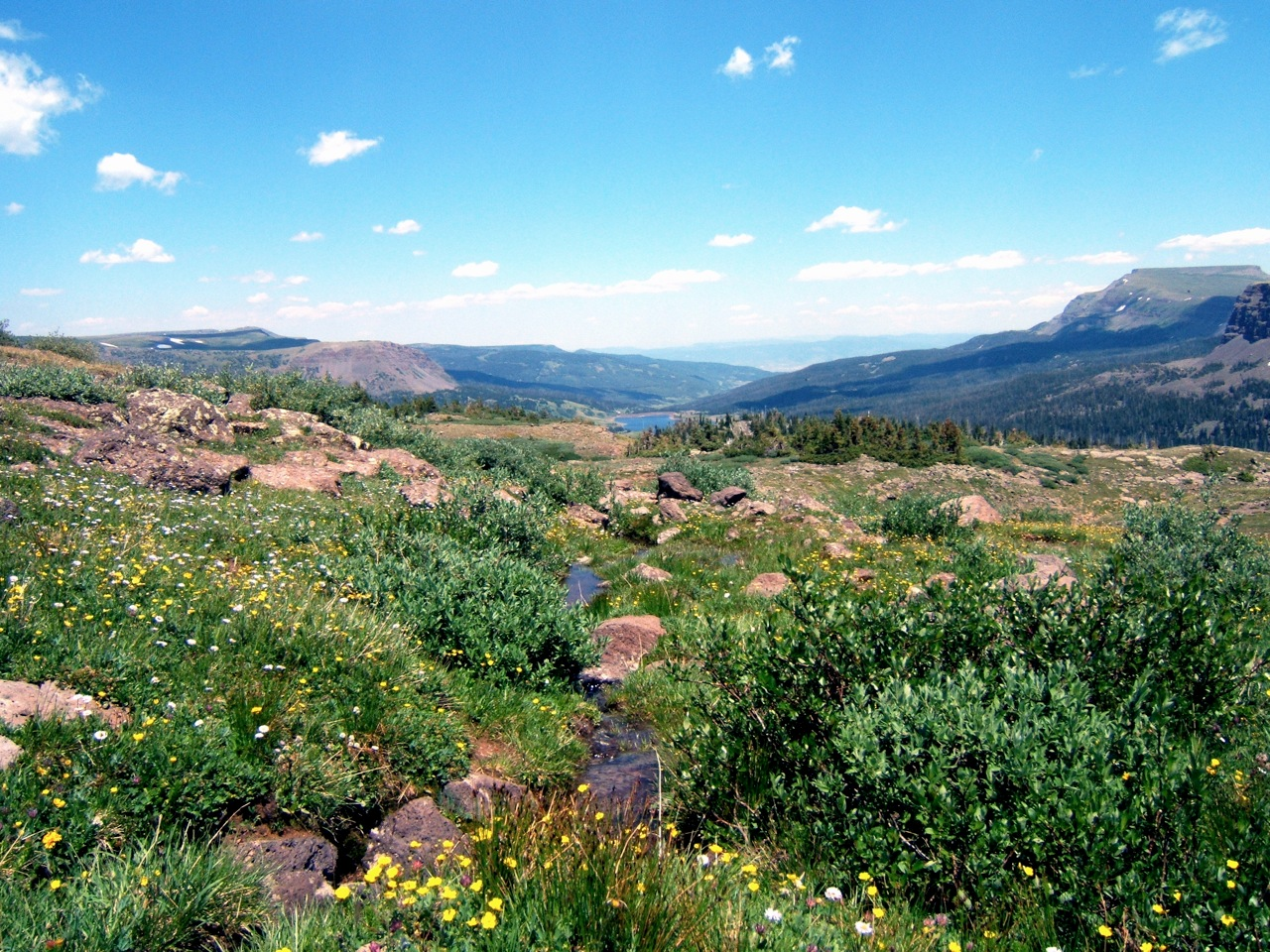
熊河

熊河（英語：Bear River）是扬帕河的一条支流，长约22.7-英里（36.5-），起源于科罗拉多州加菲尔德县，向东北流入魯特縣并在扬帕以东注入扬帕河。